# Max Worgitzki
Max Worgitzki (* 28. September 1884 in Serteggen, Kreis Goldap; † 25. November 1937 in Allenstein) war ein deutscher Politiker, Schriftsteller und Gründer des Allensteiner Theaters, der sich während der Volksabstimmung von 1920 in Ostpreußen für den Verbleib der Abstimmungsgebiete in Deutschland stark engagiert hat.

## Leben
Worgitzki wurde in eine wohlhabende, deutschsprachige Familie masurischer Abstammung geboren. Der Vater war zuerst Gutspächter und dann Gründer einer Molkerei, die den Worgitzkis beachtliche Einnahmen garantierte.
In seiner Jugend interessierte sich Max Worgitzki für Medizin und wollte Arzt werden. Ein in Königsberg begonnenes Medizinstudium musste er aus gesundheitlichen Gründen nach kurzer Zeit abbrechen. Nach Kurierung unternahm er eine Reise nach Italien und begann ein Studium der Kunstgeschichte und Literatur. Dieses beendete er erfolgreich in Breslau. Im Alter von 30 Jahren übernahm er von seinem Vater die Leitung des Familiengeschäfts und führte es erfolgreich weiter. In dieser Zeit schrieb er sein erstes Theaterstück Hercus Monte, das dem gleichnamigen prussischen Freiheitskämpfer gewidmet war. 1917 wurde es in Allenstein aufgeführt. Seit 1928 amtierte er als Schriftleiter im Vorstand der Historischen Kommission für ost- und westpreußische Landesforschung.

## Politische Aktivitäten
Die Niederlage Deutschlands 1918 verkraftete er nur schwer. Nachdem bekannt geworden war, dass der südliche Teil Ostpreußens (Masuren) unter Verwaltung der Entente gestellt und der Verbleib bei Deutschland mittels eines Plebiszits geklärt werden sollte, wurde er politisch aktiv und wehrte sich gegen eine Eingliederung in die neugegründeten Zweite Polnische Republik. Die südlichen Teile Ostpreußens wurden tatsächlich in vielen Ortschaften von masurisch- und polnischsprachigen Einwohnern bewohnt, die sich aber wegen ihres evangelischen Glaubens und sprachlicher Entfremdung lieber als Ostpreußen bezeichneten, denn als Polen oder Deutsche. Ebenfalls ist zu bemerken, dass polnisch-nationale Gruppierungen nach 1918 aktiv für die Eingliederung weiter Teile Ostpreußens tätig waren und dies zu politischen Skandalen und heftigen Straßenkämpfen, wo immer politische Proteste von beiden Seiten organisiert wurden, führte. Worgitzki gehörte im Juli 1919 zu den Gründern des Masuren- und Ermländerbundes. Er war zudem Leiter der Allensteiner Abteilung des Ostpreußischen Heimatdienstes. In dieser Zeit war er auch Mitbegründer der Ostdeutschen Nachrichten.
In einem Interview für eine englische Zeitung äußerte sich Worgitzki den polnischen Forderungen skeptisch gegenüber: „Die Masurisch ist ein Dialekt, der mit der Sprache und Nationalität der Polen überhaupt nichts zu tun hat.“ Gleichzeitig forderte er eine friedliche Zusammenarbeit mit der Abstimmungskommission. Tatsache ist, dass es in dieser Zeit oft zu Ausschreitungen und Angriffen zwischen den polnischen und deutschen Organisationen gab, die wahrscheinlich von Worgitzki indirekt provoziert oder herausgefordert wurden. In polnischen Pressemitteilungen wurde er in dieser Zeit oft als preußischer „Hakatist“ bezeichnet, der die deutschstämmige Bevölkerung Ostpreußens gegen die polnische Minderheit aufhetze.

## Nach der Volksabstimmung
Die Politik gab Worgitzki nach der für Deutschland und Ostpreußen erfolgreichen Volksabstimmung auf und widmete sich kulturellen Tätigkeiten und seinen Privatgeschäften. Er engagierte sich für die Einrichtung eines Theaters in Allenstein, das 1925 unter dem Namen Treudank-Theater (der Name bezieht sich auf die hauptfinanzierende Stiftung Der Treudank – Dank für die Treue der deutschen Masuren) gegründet wurde. Heute trägt das Theater den Namen Teatr im. Stefana Jaracza w Olsztynie.
1922 gründete er die Landestheater Südostpreussen GmbH, deren Eigentümer und Geschäftsführer er war.
Max Worgitzki starb 1937.

## Werke
- Hercus Monte, Leipzig 1916
- Weihnachtszauber, Allenstein 1919
- Der Waffenmeister von Allenstein, Berlin 1939
- Wolf der Struter, Berlin 1943
- Masurische Weihnachts und Morgenfeier (Jutrzina), Allenstein 1932
- Die Volksabstimmung in Ostpreußen, Berlin 1925
- Die Volksabstimmung in Ostpreußen 11. Juli 1920, Berlin 1920
- mit Adolf Eichler, Wilhelm Freiherr von Gayl: Geschichte der Abstimmung in Ostpreußen. Der Kampf um Ermland und Masuren. K. F. Koehler, Leipzig 1921.
- Traum im Walde, Allenstein 1922
- Tatarensturm, Berlin 1939
- Sturm über Masuren, Tilsit 1942
- Ostpreußen, Berlin 1925
- Bevölkerungs- und Nationalitätenfragen in Ostpreußen, Berlin 1928
- Das Abstimmungsgebiet Masuren und Ermland, Allenstein 1919
- Geschichte der Abstimmung in Ostpreußen, Leipzig 1921
- Der Pfarrer von Powoda und Masurentreue, Berlin 1935